# Teguh Setyabudi
Teguh Setyabudi (né le 8 mars 1967) est un fonctionnaire indonésien qui a été gouverneur par intérim de la province de Sulawesi du Sud-Est en 2018. Il a été nommé par le ministre des Affaires intérieures Tjahjo Kumolo pour remplacer Saleh Lasata le 18 février 2018. Lasata lui-même avait été nommé par Kumolo en tant que gouverneur par intérim pour remplacer Nur Alam, qui avait été destitué en raison d'une enquête sur des actes de corruption menée par la Commission d'éradication de la corruption.

## Biographie
Setyabudi a également été le chef de l'Agence de développement des ressources humaines au ministère de l'Intérieur, ainsi que le chef de la Direction générale de l'autonomie régionale.
Le 18 octobre 2024, Teguh Setyabudi a été nommé par Joko Widodo gouverneur par intérim de Jakarta, remplaçant Heru Budi Hartono. Cette nomination a été faite pour occuper le poste vacant jusqu'à l'élection du gouverneur en février 2025. ainsi que le chef de la Direction générale de l'autonomie régionale.